# Giải đua ô tô Công thức 1 châu Âu 2007
Giải đua ô tô Công thức 1 châu Âu năm 2007 là chặng đua thứ mười của giải vô địch thế giới Công thức 1 năm 2007. Giải được tổ chức vào ngày 22 tháng 7 năm 2007.

## Xếp hạng chi tiết
| STT     | Số xe | Tên                  | Đội đua            | Số vòng | Thời gian    | Xuất phát | Điểm |
| ------- | ----- | -------------------- | ------------------ | ------- | ------------ | --------- | ---- |
| 1       | 1     | Fernando Alonso      | McLaren-Mercedes   | 60      | 2:06:26.358  | 2         | 10   |
| 2       | 5     | Felipe Massa         | Ferrari            | 60      | +8.155 giây  | 3         | 8    |
| 3       | 15    | Mark Webber          | Red Bull-Renault   | 60      | +65.674 giây | 6         | 6    |
| 4       | 17    | Alexander Wurz       | Williams-Toyota    | 60      | +65.937 giây | 12        | 5    |
| 5       | 14    | David Coulthard      | Red Bull-Renault   | 60      | +73.656 giây | 20        | 4    |
| 6       | 9     | Nick Heidfeld        | BMW Sauber         | 60      | +80.298 giây | 4         | 3    |
| 7       | 10    | Robert Kubica        | BMW Sauber         | 60      | +82.415 giây | 5         | 2    |
| 8       | 4     | Heikki Kovalainen    | Renault            | 59      | +1 vòng      | 7         | 1    |
| 9       | 2     | Lewis Hamilton       | McLaren-Mercedes   | 59      | +1 vòng      | 10        |      |
| 10      | 3     | Giancarlo Fisichella | Renault            | 59      | +1 vòng      | 13        |      |
| 11      | 8     | Rubens Barrichello   | Honda              | 59      | +1 vòng      | 14        |      |
| 12      | 23    | Anthony Davidson     | Super Aguri-Honda  | 59      | +1 vòng      | 15        |      |
| 13      | 12    | Jarno Trulli         | Toyota             | 59      | +1 vòng      | 8         |      |
| Bỏ cuộc | 6     | Kimi Raikkonen       | Ferrari            | 34      | Bộ thủy lực  | 1         |      |
| Bỏ cuộc | 22    | Takuma Sato          | Super Aguri-Honda  | 19      | Bỏ cuộc      | 16        |      |
| Bỏ cuộc | 18    | Ralf Schumacher      | Toyota             | 18      | Va chạm      | 9         |      |
| Bỏ cuộc | 21    | Markus Winkelhock    | Spyker-Ferrari     | 13      | Bộ thủy lực  | 22        |      |
| Bỏ cuộc | 7     | Jenson Button        | Honda              | 2       | Trượt bánh   | 17        |      |
| Bỏ cuộc | 20    | Adrian Sutil         | Spyker-Ferrari     | 2       | Trượt bánh   | 21        |      |
| Bỏ cuộc | 16    | Nico Rosberg         | Williams-Toyota    | 2       | Trượt bánh   | 11        |      |
| Bỏ cuộc | 18    | Scott Speed          | Toro Rosso-Ferrari | 2       | Trượt bánh   | 18        |      |
| Bỏ cuộc | 19    | Vitantonio Liuzzi    | Toro Rosso-Ferrari | 2       | Trượt bánh   | 19        |      |